# Celtic Woman: Destiny
Destiny es el décimo álbum de estudio y un nuevo espectáculo del reconocido conjunto musical irlandés Celtic Woman. Fue publicado el 15 de enero de 2016 internacionalmente y prematuramente el 23 de octubre de 2015 en Alemania.

## Antecedentes
El especial de televisión fue grabado el 13 de agosto de 2015 en la Mansion House en Irlanda.
Las integrantes en esta nueva producción son Máiréad Carlin, Susan McFadden, Éabha McMahon y la violinista Máiréad Nesbitt con la participación especial de la exintegrante Méav Ní Mhaolchatha en el concierto y en el tema Óró Sé Do Bheatha ‘Bhaile y también de la cantante alemana Oonagh en el tema Tír Na nÓg y Christmas Secrets.
Este es el primer disco de CW en el que participan oficialmente las nuevas integrantes Máiréad Carlin (integrada en enero de 2014) y Éabha McMahon (integrada en agosto de 2015).

## Producción
La grabación del concierto fue anunciada el 5 de agosto en la página de Facebook oficial del grupo, en este anuncio también se les invitó a los fanes y simpatizantes del grupo a asistir al espectáculo. Además en la publicación detallaron la preventa de 300 entradas.
El concierto fue transmitido por PBS en diciembre de 2015.

## La Nueva Integrante
El 11 de agosto se informó que la cantante Éabha McMahon se integraría al conjunto. Éabha comenzó su carrera a los 9 años de edad cuando fue elegida por Veritas para grabar un álbum para el libro infantil Beo go Deo. Ella comenzó a cantar en el tradicional estilo sean-nós, impartido por famosos cantantes como Máire Ní Choilm o Moya Brennan. A la edad de 15 años Éabha se convirtió en el miembro más joven de Anúna (coro original de Riverdance). En 2006 realizó una gira por los Estados Unidos con Anúna y grabó el DVD Christmas Memories.

## Participaciones especiales
Unos días antes de la grabación del concierto se reveló que la cantante alemana Oonagh participaría en un nuevo tema junto con CW llamado Tir Na nÓg. Este es el segundo tema en dueto con otro artista desde I’m Counting On You con Chris de Burgh en 2012, así mismo es la segunda ocasión en que aparecen en un videoclip del mismo —la primera vez fue en el videoclip de I’m Counting On You—.
A la fecha del concierto se apreció la participación especial de la soprano y exintegrante de la agrupación, Méav Ní Mhaolchatha.

## Premios
Destiny fue nominado a los Premios Grammy, en la categoría de Mejor Álbum de Música Mundial, en la 59° entrega de este galardón a celebrarse el 12 de febrero de 2017. Esta es la primera nominación del grupo a este premio.

## Lista de temas

### CD

#### Edición Estándar
| Destiny |                                         |                                                        |          |  |
| N.º     | Título                                  | Intérprete(s)                                          | Duración |  |
| 1.      | «My Land»                               | Carlin / McFadden / McMahon / Nesbitt                  | 4:05     |  |
| 2.      | «Siúil A Rún»                           | Carlin / McFadden / McMahon / Nesbitt                  | 2:59     |  |
| 3.      | «Ride On»                               | Carlin / McMahon / Nesbitt                             | 3:56     |  |
| 4.      | «The Whole of the Moon»                 | McFadden / Nesbitt                                     | 4:05     |  |
| 5.      | «Skyrim (Instrumental)»                 | Máiréad Nesbitt                                        | 3:12     |  |
| 6.      | «How Can I Keep from Singing?»          | Éabha McMahon                                          | 4:15     |  |
| 7.      | «I See Fire»                            | Máiréad Carlin                                         | 5:07     |  |
| 8.      | «Tir Na nÓg (Ft. Oonagh)»               | Carlin / McFadden / McMahon / Nesbitt / Oonagh         | 3:09     |  |
| 9.      | «Óró Sé Do Bheatha 'Bhaile»             | Carlin / McFadden / McMahon / Nesbitt / Ní Mhaolchatha | 3:12     |  |
| 10.     | «Sometimes A Prayer Will Do»            | Susan McFadden                                         | 4:40     |  |
| 11.     | «Bean Pháidín»                          | Carlin / McFadden / McMahon / Nesbitt                  | 3:29     |  |
| 12.     | «Westering Home»                        | Carlin / McFadden / McMahon / Nesbitt                  | 4:01     |  |
| 13.     | «When You Go»                           | Carlin / McFadden / McMahon / Nesbitt                  | 3:30     |  |
| 14.     | «Like An Angel Passing Through My Room» | Máiréad Carlin                                         | 5:13     |  |
| 15.     | «Walk Beside Me»                        | McMahon / Nesbitt                                      | 4:14     |  |
| 16.     | «The Hills Of Ireland»                  | Máiréad Nesbtitt                                       | 3:13     |  |
| 62:20   |                                         |                                                        |          |  |

#### Edición Alemana
La edición alemana de Destiny fue publicada el 23 de octubre de 2015 y posee tres exclusivos bonus tracks, el nuevo tema Skylands y 2 canciones navideñas; —O Tannenbaum — extraída de su concierto Home For Christmas — Live From Dublin, interpretados por las artistas de la época Lisa Lambe, Méav Ní Mhaolchatha y Susan McFadden y la versión de estudio del tema Silent Night interpretada Méav.
| Destiny |                                   |                                       |          |  |
| N.º     | Título                            | Intérprete(s)                         | Duración |  |
| 17.     | «Skylands»                        | Carlin / McFadden / McMahon / Nesbitt | 3:34     |  |
| 18.     | «O Tannenbaum (Live from Dublin)» | Lambe / McFadden / Ní Mhaolchatha     | 3:48     |  |
| 19.     | «Silent Night»                    | Méav Ní Mhaolchatha                   | 3:38     |  |
| 73:20   |                                   |                                       |          |  |

#### Edición Especial
Una edición especial de copias limitadas fue publicada con dos bonus tracks: la canción Skylands y Christmas Secrets; esta última es una colaboranción de CW con la cantante alemana Oonagh, el tema apareció en un álbum de Oonagh llamado Aeria.

| Destiny (Special Edition) |                     |                                                       |          |  |
| N.º                       | Título              | Intérprete(s)                                         | Duración |  |
| 17.                       | «Skylands»          | Carlin / McFadden / McMahon / Nesbitt                 | 3:34     |  |
| 18.                       | «Christmas Secrets» | Carlin / McFadden / Nesbitt / Ní Mhaolchatha / Oonagh | 3:38     |  |
| 69:32                     |                     |                                                       |          |  |

### DVD
| Destiny — Live in Concert |                                         |                                                                             |          |  |
| N.º                       | Título                                  | Intérprete(s)                                                               | Duración |  |
| 1.                        | «Destiny / When You Go»                 | Carlin / McFadden / McMahon / Nesbitt                                       |          |  |
| 2.                        | «Siúil a Rún»                           | Carlin / McFadden / McMahon / Nesbitt                                       |          |  |
| 3.                        | «Ride On»                               | Carlin / McFadden / McMahon / Nesbitt                                       |          |  |
| 4.                        | «The Whole of the Moon»                 | McFadden / Nesbitt                                                          |          |  |
| 5.                        | «The Hills of Ireland»                  | Máiréad Nesbitt                                                             |          |  |
| 6.                        | «You Raise Me Up»                       | Carlin / McFadden / McMahon / Nesbitt                                       |          |  |
| 7.                        | «Sí do Mhaimeó Í»                       | Ní Mhaolchatha / Nesbitt                                                    |          |  |
| 8.                        | «How Can I Keep from Singing»           | Éabha McMahon                                                               |          |  |
| 9.                        | «Skyrim Theme (Dragonborn)»             | Máiréad Nesbitt                                                             |          |  |
| 10.                       | «My Land»                               | Carlin / McFadden / McMahon / Nesbitt                                       |          |  |
| 11.                       | «Bean Pháidín»                          | Carlin / McFadden / McMahon / Nesbitt                                       |          |  |
| 12.                       | «I See Fire»                            | Máiréad Carlin                                                              |          |  |
| 13.                       | «Isle of Inisfree»                      | Rebecca Wickworth                                                           |          |  |
| 14.                       | «Tír Na nÓg»                            | Carlin / McFadden / McMahon / Nesbitt / Oonagh                              |          |  |
| 15.                       | «Sometimes a Prayer Will Do»            | Susan McFadden                                                              |          |  |
| 16.                       | «Amazing Grace»                         | Carlin / McFadden / McMahon                                                 |          |  |
| 17.                       | «Óró Sé Do Bheatha ‘Bhaile»             | Carlin / McFadden / McMahon / Nesbitt / Ní Mhaolchatha                      |          |  |
| 18.                       | «Like An Angel Passing Through My Room» | Máiréad Carlin                                                              |          |  |
| 19.                       | «Walk Beside Me»                        | Carlin / McFadden / McMahon                                                 |          |  |
| 20.                       | «The Butterfly»                         | Máiréad Nesbitt                                                             |          |  |
| 21.                       | «Westering Home»                        | Carlin / McFadden / McMahon / Nesbitt / Ní Mhaolchatha / Rebecca Winckworth |          |  |